# Jenaz
Jenaz (rätoromanisch Gianatschⓘ) ist eine politische Gemeinde im Schweizer Kanton Graubünden. Sie gehört zur Region Prättigau/Davos.

## Geographie

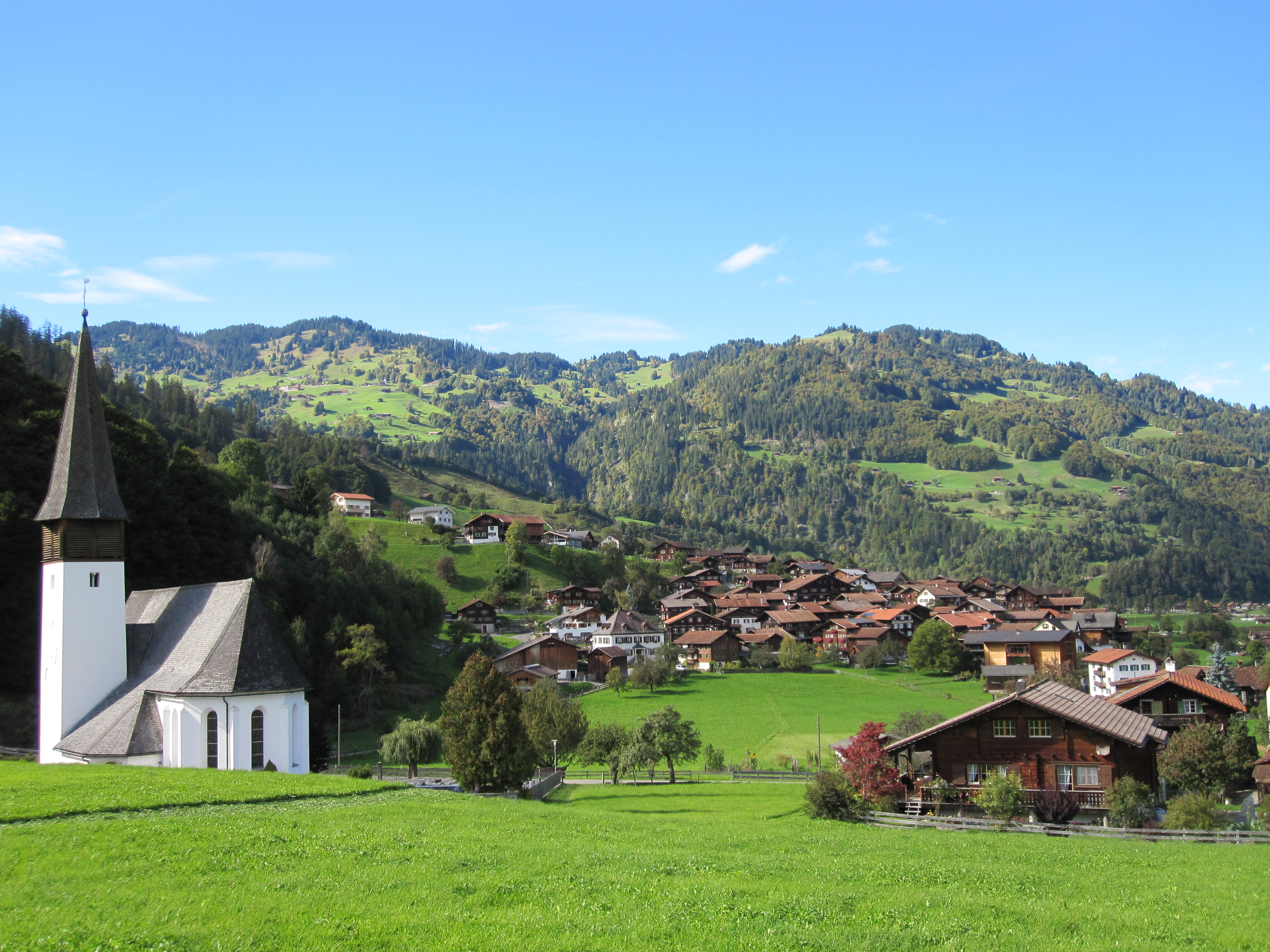
Jenaz mit Kirche und dem oberem, historischem Dorfteil

Das heutige Jenaz liegt im Talboden an der Bahnlinie Landquart–Davos. Alt-Jenaz, das frühere Zentrum, liegt 30 Höhenmeter darüber auf einer eiszeitlichen Schwemmterrasse und weist ein Dorfbild von nationaler Bedeutung auf. Ausserdem gehören noch der Weiler Rüti rechts der Landquart und der Ortsteil Pragg-Jenaz (früher Furna Station genannt) am Furnerbach zur Gemeinde. Vom gesamten Gemeindeareal von beinahe 26 km² ist rund die Hälfte landwirtschaftlich nutzbar (1247 ha; meist Alpwirtschaften). Etwas über 10 km² (genau 1008 ha) sind von Wald und Gehölz bedeckt. Daneben umfasst das Gemeindegebiet 263 ha unproduktive Fläche (meist Gebirge) und 77 ha Siedlungsfläche.
Jenaz grenzt an Arosa, Fideris, Furna, Luzein und Schiers.

## Geschichte

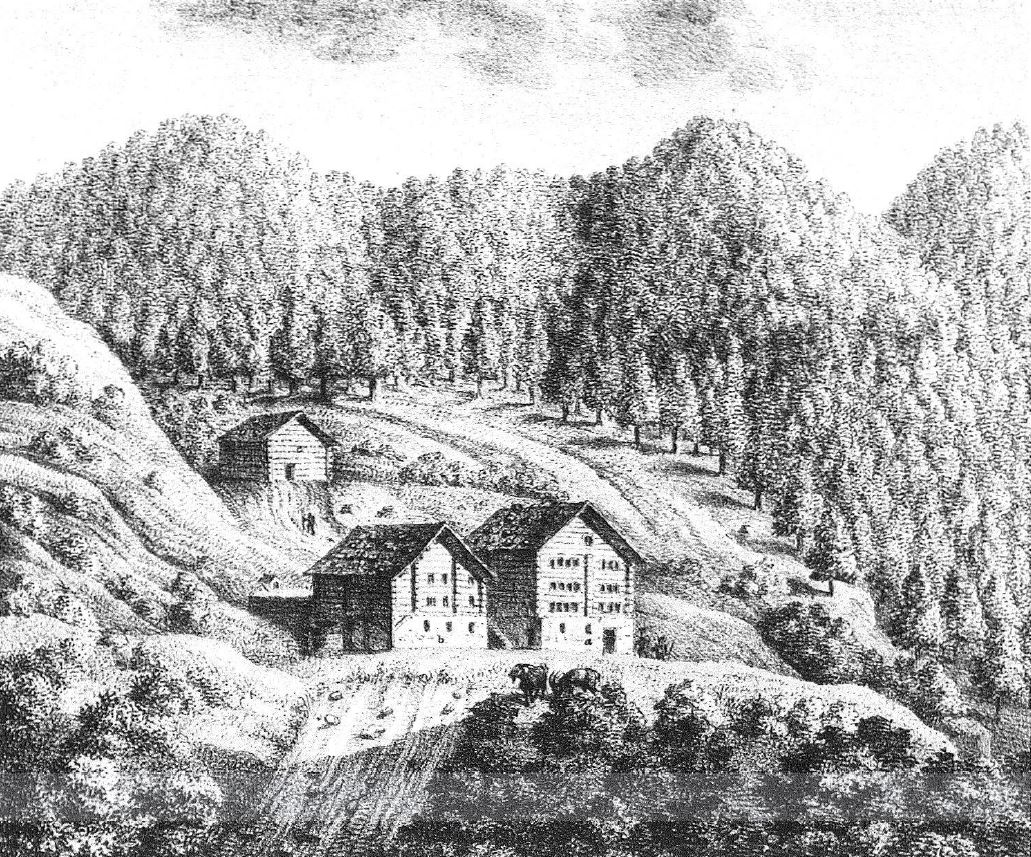
Bad Jenaz

Luftbild aus 500 m von Walter Mittelholzer von 1923

Gegenwärtig ist die Etymologie des Ortsnamens laut dem Lexikon der schweizerischen Gemeindenamen ungeklärt. Für das 12. Jahrhundert ist die Schreibung Junaze belegt; des Weiteren finden sich auch die Varianten Jonatz (14. Jahrhundert), Jenatz (1394), Janatz (1462), Yonatz (1473) sowie Lgünaz (1572).
Jenaz wurde in der zweiten Hälfte des 12. Jahrhunderts als Junazis erwähnt. Zu dieser Zeit waren Jenazer Güter im Besitz des Churer Domkapitels und des Dominikanerklosters St. Nicolai während die Hoheitsrechte bei der Herrschaft Castels lagen. Im 14. Jahrhundert wanderten walserdeutsch sprechende Walser ins rätoromanische Mittelprättigau.
Jenaz trat 1436 als Teil des Gerichts Castels dem Zehngerichtenbund bei. Das Gericht Castels wurde 1662 in Castels-Jenaz und Castels-Luzein aufgeteilt. Die St.-Peterskirche (ab 1511 St. Peter und Paul), in der zweiten Hälfte des 12. Jahrhunderts erwähnt, war die Mutterkirche von St. Antönien und Furna. Das Kollaturrecht lag bei der Castelser Herrschaft. Um 1526 erfolgte die Reformation. Die bis dahin vollzogene Germanisierung war unter anderem eine Folge der ab dem 14. Jahrhundert einsetzenden Zuwanderung der Walser ins Mittelprättigau.
1733 fasste die Gemeinde eine im Valdavos entdeckte Quelle und liess ein Gast- und Badehaus erstellen. Das Bad Jenaz wurde 1766 für 130 Gäste vergrössert, war bis zum Brand von 1834 in Betrieb und wurde danach abgebrochen. Die dort 1941 neugefasste Mineralquelle ist öffentlich zugänglich.
Das Bauerndorf Jenaz lebte während Jahrhunderten von der Viehzucht auf den zahlreichen Alpen sowie dem Korn- und Obstbau. Im Dorfkern stehen stattliche Strickhäuser und das 1822 erbaute sogenannte Schlössli. Die 1843 bis 1863 ausgebaute Talstrasse und die Bahnverbindung ab 1889 begünstigten die Entwicklung des Gewerbes (vor allem Baugewerbe und Holzverarbeitung). Ab 1947 schuf das benachbarte Spanplattenwerk Fideris zahlreiche Arbeitsplätze, erzeugte allerdings bis in die 1980er Jahre im Raum Fideris-Jenaz eine starke Luftverschmutzung. 1977 wurde die Umfahrungsstrasse eröffnet. 2000 arbeitete rund die Hälfte der in Jenaz Erwerbstätigen im zweiten Sektor. Zahlreiche Einwohner pendeln zur Arbeit, insbesondere ins Churer Rheintal. Im Jahr 2000 waren 55 Prozent Wegpendler. 2000 wurde in Jenaz das Schulzentrum mit Sekundarschule für den ganzen Kreis eingeweiht.

## Wappen
| Wappen von Jenaz | Blasonierung: «Geteilt von Blau und Gold; in Blau sechsstrahliger goldener Stern, in Gold zwei blaue Pfähle» |
| Wappen von Jenaz | Überliefertes Wappen der Gemeinde                                                                            |

## Bevölkerung
| Bevölkerungsentwicklung | Bevölkerungsentwicklung | Bevölkerungsentwicklung | Bevölkerungsentwicklung | Bevölkerungsentwicklung | Bevölkerungsentwicklung | Bevölkerungsentwicklung | Bevölkerungsentwicklung |
| ----------------------- | ----------------------- | ----------------------- | ----------------------- | ----------------------- | ----------------------- | ----------------------- | ----------------------- |
| Jahr                    | 1850                    | 1888 (Bahnbau)          | 1900                    | 1950                    | 2000                    | 2004                    | 2020                    |
| Einwohner               | 806                     | 997                     | 820                     | 1053                    | 1130                    | 1158                    | 1147                    |

Von den 1158 Bewohnern Ende 2004 waren 1076 (= 93 %) Schweizer Bürger.

## Politik

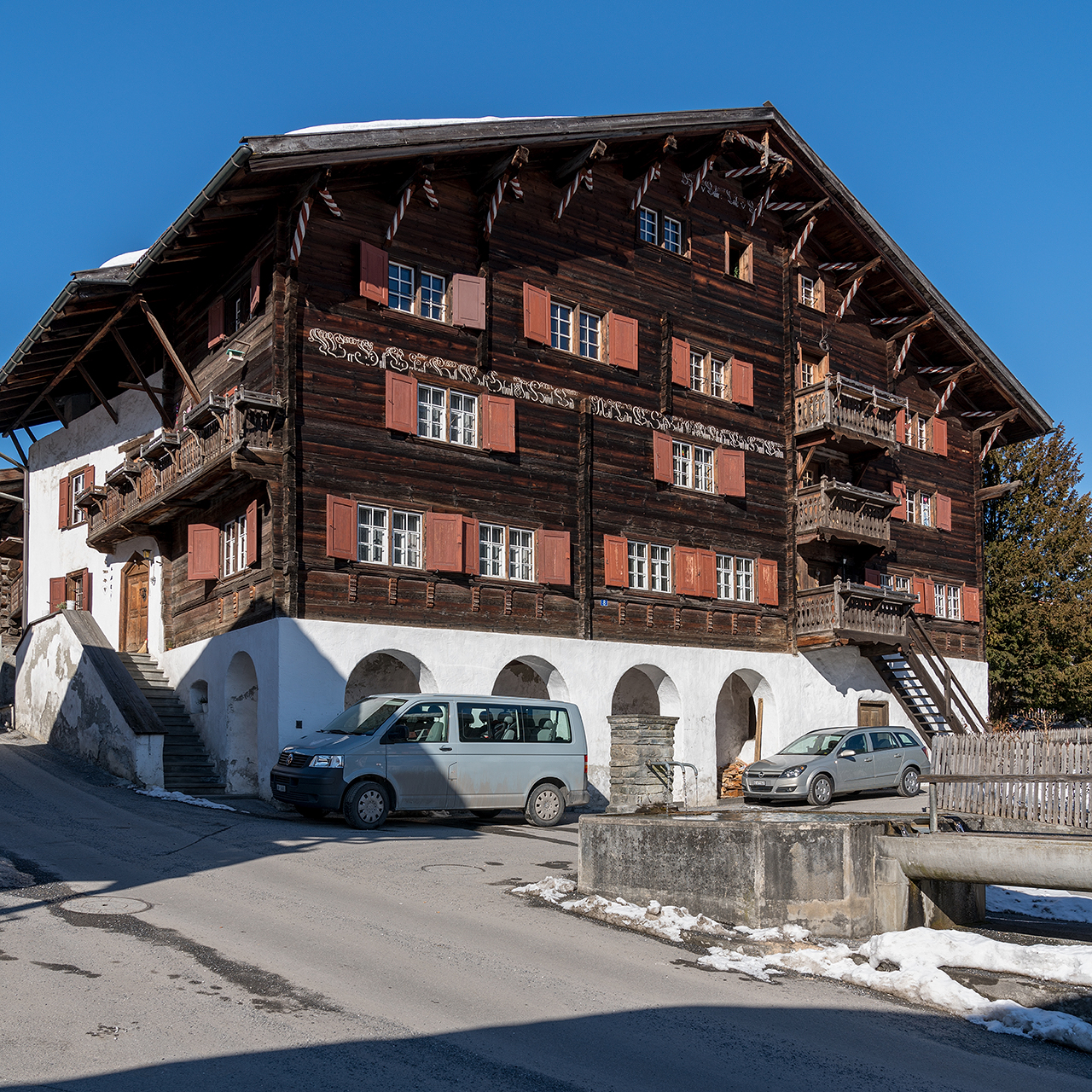
Platzhus

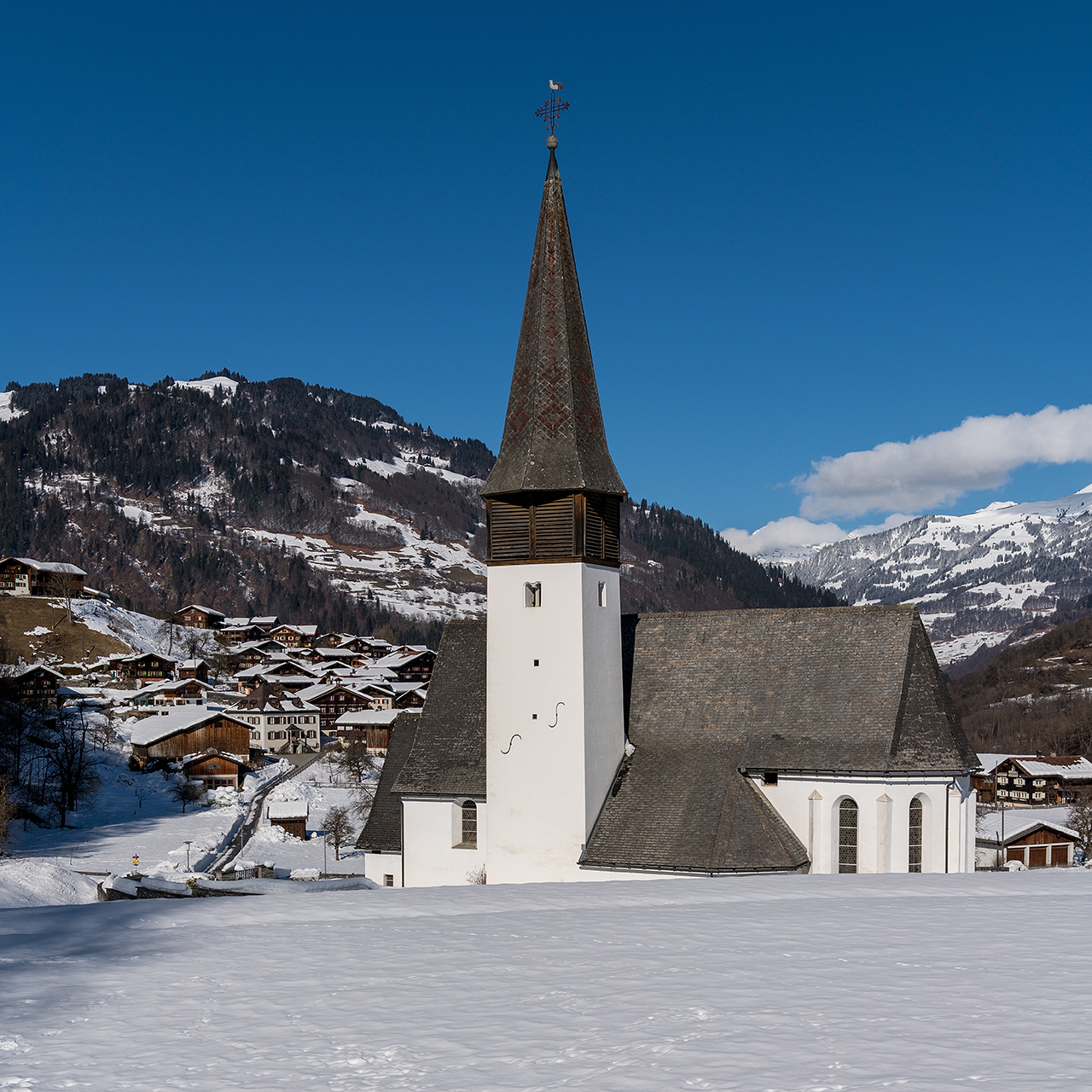
Reformierte Kirche

Der Gemeindepräsident ist Werner Bär-Bühler (Stand 2023).

## Sehenswürdigkeiten
- Die reformierte Dorfkirche steht unter Denkmalschutz.
- Altersheim Jenaz, 2009[8]
- Platzhus[9]
- Haus Luzi, 2002, Architekt: Peter Zumthor[10]

## Verkehr
Jenaz liegt an der Bahnstrecke Landquart–Davos Platz.

## Bilder

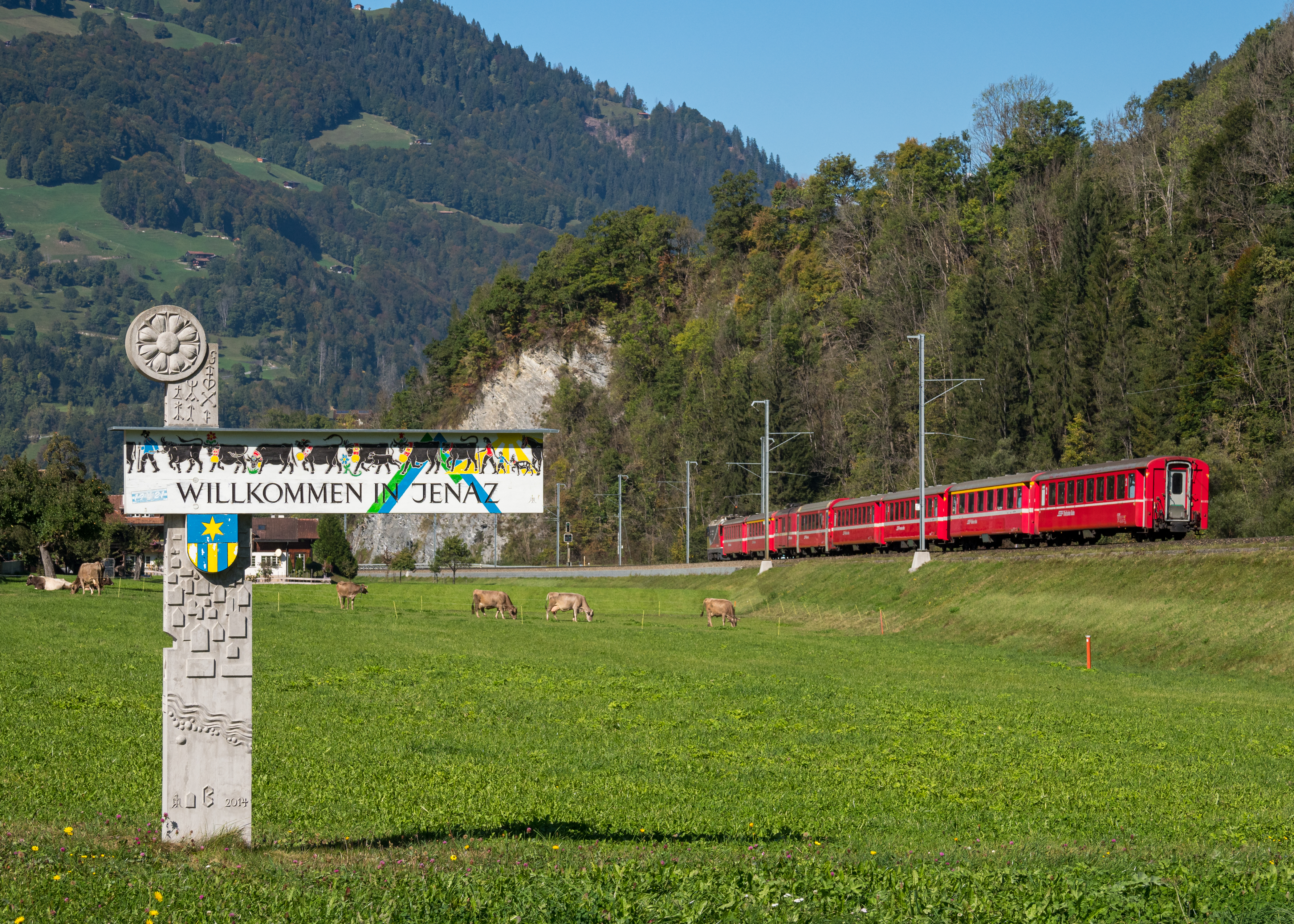
Willkommen in Jenaz
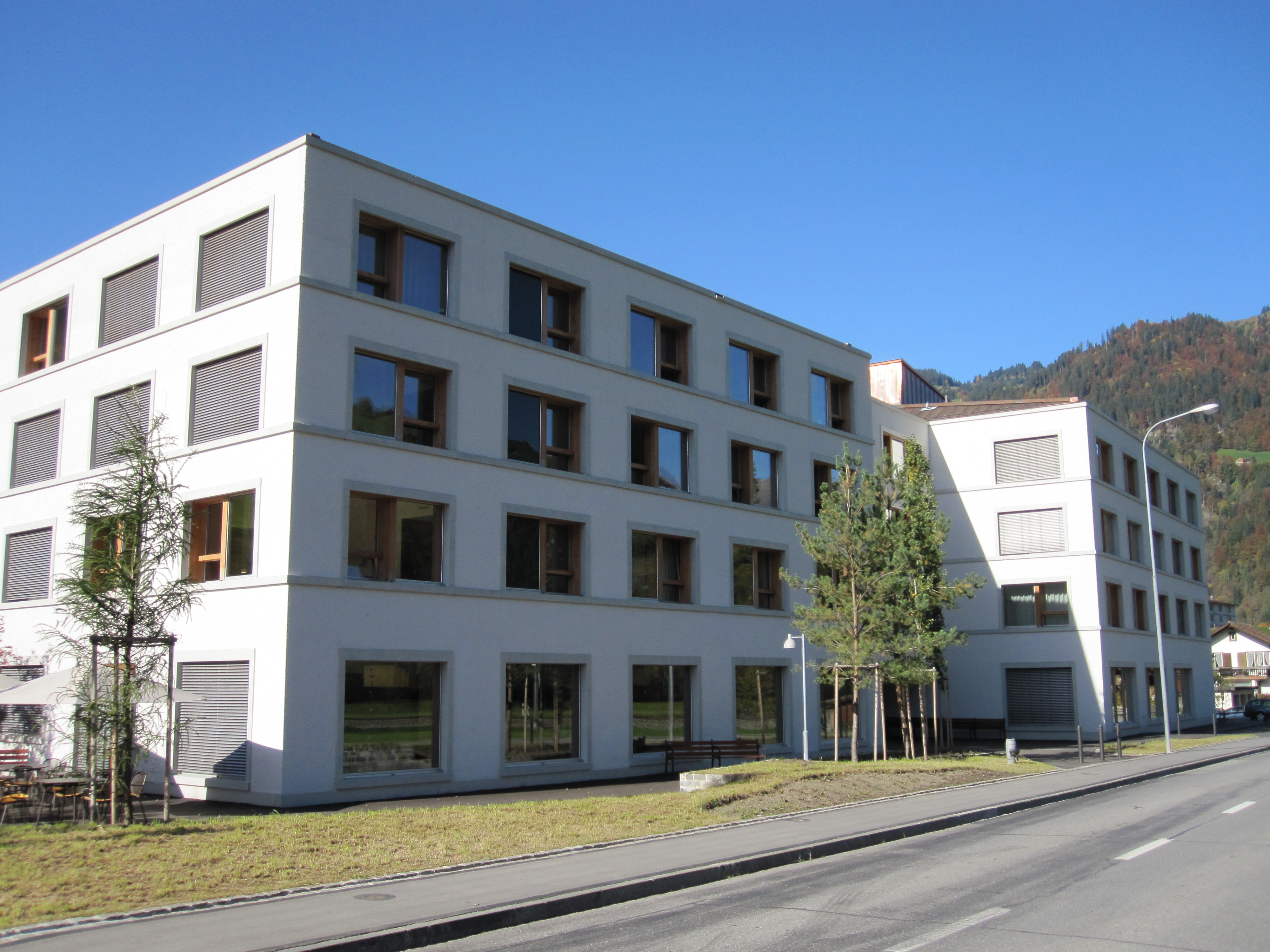
Seniorenheim der Flurystiftung
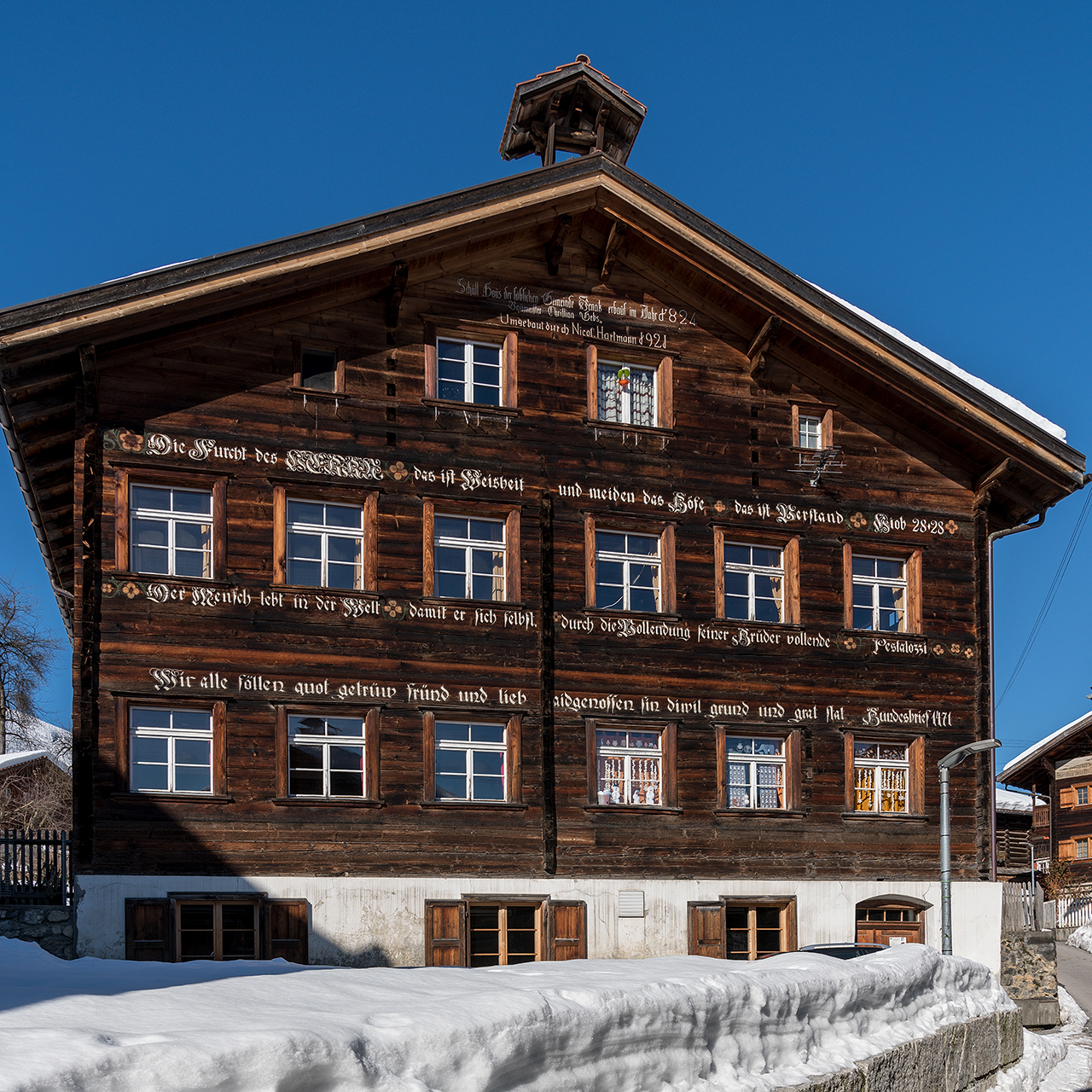
Altes Dorfschulhaus

## Persönlichkeiten
- Jakob Rudolf Truog (1865–1953), Pfarrer in Jenaz, Kirchenhistoriker
- Ladina Bordoli (* 1984), Autorin
- Christian Imhof (* 1988), Autor, Journalist und Musiker